# Frank Rost
Frank Rost (Karl-Marx-Stadt, 30 giugno 1973) è un ex calciatore tedesco, di ruolo portiere.

## Carriera

### Club
Nato nell'ex Germania Est, ha iniziato la sua carriera con il Markkleeberg, in 3. Liga, attirando l'interesse del Werder Brema che lo ha acquistato nel 1992.
Dopo aver giocato le prime stagioni nel Werder Brema II, viene promosso in prima squadra nella stagione 1995-1996, conquistandosi il posto da titolare nella stagione 1997-1998.
Nel luglio 2002 viene ceduto allo Schalke 04. Nonostante fosse inizialmente titolare, nel 2006 perde il posto da titolare in favore del giovane Manuel Neuer.
Nel gennaio 2007 viene acquistato dall'Amburgo, dove è immediatamente titolare, aiutando la squadra a chiudere la Bundesliga in 7ª posizione. È stato soprannominato "Frost" dai tifosi dell'Amburgo con un gioco di parole che sottolinea la sua freddezza in situazioni critiche. Il 30 luglio 2009 disputa la sua 100ª partita internazionale durante un turno di qualificazione di Europa League. L'Amburgo sconfisse il Randers per 4-0. Rost è inoltre il calciatore tedesco con più presenze in Coppa UEFA (89). Alla fine della stagione 2010-2011 lascia l'Amburgo con l'intenzione di trasferirsi all'estero o di diventare allenatore. In totale in Bundesliga ha disputato 426 partite. È inoltre l'unico portiere insieme a Jens Lehmann a segnare un gol su azione in Bundesliga, il 31 marzo 2002 contro l'Hansa Rostock.
Il 13 luglio 2011 viene ingaggiato dai New York Red Bulls, club militante in Major League Soccer. Nella stagione 2011 disputa 11 partite, di cui 5 senza subire gol. Nel gennaio 2012 il club annuncia di non essere in grado di rispettare il contratto di Rost e che il giocatore non tornerà nella stagione 2012. Il 19 febbraio 2012 annuncia il suo ritiro.

### Nazionale
Ha disputato 4 partite con la maglia della Nazionale tedesca, debuttando contro gli Stati Uniti.

## Statistiche

### Cronologia presenze e reti in nazionale
| Cronologia completa delle presenze e delle reti in nazionale ― Germania | Cronologia completa delle presenze e delle reti in nazionale ― Germania | Cronologia completa delle presenze e delle reti in nazionale ― Germania | Cronologia completa delle presenze e delle reti in nazionale ― Germania | Cronologia completa delle presenze e delle reti in nazionale ― Germania | Cronologia completa delle presenze e delle reti in nazionale ― Germania | Cronologia completa delle presenze e delle reti in nazionale ― Germania | Cronologia completa delle presenze e delle reti in nazionale ― Germania |
| Data                                                                    | Città                                                                   | In casa                                                                 | Risultato                                                               | Ospiti                                                                  | Competizione                                                            | Reti                                                                    | Note                                                                    |
| ----------------------------------------------------------------------- | ----------------------------------------------------------------------- | ----------------------------------------------------------------------- | ----------------------------------------------------------------------- | ----------------------------------------------------------------------- | ----------------------------------------------------------------------- | ----------------------------------------------------------------------- | ----------------------------------------------------------------------- |
| 27-3-2002                                                               | Rostock                                                                 | Germania                                                                | 4 – 2                                                                   | Stati Uniti                                                             | Amichevole                                                              | -1                                                                      | 46’                                                                     |
| 30-4-2003                                                               | Brema                                                                   | Germania                                                                | 1 – 0                                                                   | Serbia e Montenegro                                                     | Amichevole                                                              | -                                                                       |                                                                         |
| 1-6-2003                                                                | Wolfsburg                                                               | Germania                                                                | 4 – 1                                                                   | Canada                                                                  | Amichevole                                                              | -                                                                       | 46’                                                                     |
| 11-6-2003                                                               | Tórshavn                                                                | Fær Øer                                                                 | 0 – 2                                                                   | Germania                                                                | Qual. Euro 2004                                                         | -                                                                       | 46’                                                                     |
| Totale                                                                  |                                                                         | Presenze                                                                | 4                                                                       |                                                                         | Reti                                                                    | -1                                                                      |                                                                         |

## Palmarès

### Competizioni nazionali
- Campionato tedesco: 1

Werder Brema: 1992-1993
- Coppa di Germania: 2

Werder Brema: 1993-1994, 1998-1999
- Supercoppa di Germania: 2

Werder Brema: 1993, 1994
- Coppa di Lega tedesca: 1

Schalke 04: 2005

### Competizioni internazionali
- Coppa Intertoto UEFA: 4

Werder Brema: 1998
Schalke 04: 2003, 2004
Amburgo: 2007